# Lijst van oorlogsmonumenten in Deurne
De Nederlandse gemeente Deurne heeft negen oorlogsmonumenten. Hieronder een overzicht.
| Nr.  | Object                               | Herdachte groep | Ontwerper                                                | Onthulling       | Type            | Locatie                      | Plaats     | Coördinaten                   | Foto                                 |
| ---- | ------------------------------------ | --- | -------------------------------------------------------- | ---------------- | --------------- | ---------------------------- | ---------- | ----------------------------- | ------------------------------------ |
| 45   | Monument aan de Helmondsingel        | geallieerde militairen | Ad van Zantvoort (22-03-1958), Leo van Hoek (06-06-1928) | 26 april 1997    | plaquette       | Helmondsingel 24, 5752 RT    | Deurne     | 51° 27' 58" NB, 5° 46' 41" OL | Monument aan de Helmondsingel        |
| 488  | Monument in de Sint-Willibrorduskerk | algemeen, militairen in dienst van het Ned. Kon. 1940-1945, militairen in dienst van het Ned. Kon. na 1945, burgerslachtoffers, burgers voormalig Nederlands-Indië |                                                          |                  | overig          | Markt 9, 5751 BE             | Deurne     | 51° 27' 50" NB, 5° 47' 41" OL | Monument in de Sint-Willibrorduskerk |
| 2480 | Herdenkingsmonument Liessel          | militairen in dienst van het Ned. Kon. na 1945, geallieerde militairen, burgerslachtoffers                                                                         |                                                          | 4 mei 1992       | zuil            | Leenselweg                   | Liessel    | 51° 24' 53" NB, 5° 49' 16" OL | Herdenkingsmonument Liessel          |
| 2481 | Oorlogsmonument                      | militairen in dienst van het Ned. Kon. na 1945, militairen in dienst van het Ned. Kon. 1940-1945, burgerslachtoffers                                               |                                                          |                  | Kruis           | Hanenbergweg, 5753 RC        | Zeilberg   | 51° 26' 48" NB, 5° 49' 25" OL | Oorlogsmonument                      |
| 2482 | Jager die het zwijn doodde           | burgerslachtoffers | Niel Steenbergen                                         | 1956             | beeld/sculptuur | Oude Peelstraat, 5759 PA     | Helenaveen | 51° 23' 28" NB, 5° 54' 2" OL  | Jager die het zwijn doodde           |
| 2483 | Herdenkingskruis                     | burgerslachtoffers |                                                          |                  | Kruis           | Hazeldonkseweg, 5756 PA      | Vlierden   | 51° 25' 10" NB, 5° 46' 60" OL | Herdenkingskruis                     |
| 2484 | Bevrijdingsmonument                  | algemeen | Harry Storms                                             | 20 december 1980 | beeld/sculptuur | Markt 1, 5751 BE             | Deurne     | 51° 27' 50" NB, 5° 47' 41" OL | Bevrijdingsmonument                  |
| 2535 | Oorlogsmonument                      | burgerslachtoffers |                                                          |                  | gedenksteen     | Oude Peelstraat/Helenastraat | Helenaveen | 51° 23' 23" NB, 5° 55' 9" OL  | Oorlogsmonument                      |
| 2902 | Sporen die bleven                    | burgerslachtoffers |                                                          | 10 oktober 2004  | plaquette       |                              | Helenaveen | 51° 23' 23" NB, 5° 55' 9" OL  |                                      |
|      | Oorlogsmonument                      | burgerslachtoffers |                                                          |                  | gedenksteen     | Dorpsstraat                  | Neerkant   |                               | Oorlogsmonument                      |
|      | Herdenkingsmonument                  | militairen in dienst van het Ned. Kon. na 1945, voormalig Nederlands-Indië, voormalig Nederlands Nieuw-Guinea                                                      |                                                          |                  | plaquette       | Markt 1, 5751 BE             | Deurne     |                               | Herdenkingsmonument                  |

Alphen-Chaam ·
Altena ·
Asten ·
Baarle-Nassau ·
Bergeijk ·
Bergen op Zoom ·
Bernheze ·
Best ·
Bladel ·
Boekel ·
Boxtel ·
Breda ·
Cranendonck ·
Deurne ·
Dongen ·
Drimmelen ·
Eersel ·
Eindhoven ·
Etten-Leur ·
Geertruidenberg ·
Geldrop-Mierlo ·
Gemert-Bakel ·
Gilze en Rijen ·
Goirle ·
Halderberge ·
Heeze-Leende ·
Helmond ·
's-Hertogenbosch ·
Heusden ·
Hilvarenbeek ·
Laarbeek ·
Land van Cuijk ·
Loon op Zand ·
Maashorst ·
Meierijstad ·
Moerdijk ·
Nuenen, Gerwen en Nederwetten ·
Oirschot ·
Oisterwijk ·
Oosterhout ·
Oss ·
Reusel-De Mierden ·
Roosendaal ·
Rucphen ·
Sint-Michielsgestel ·
Someren ·
Son en Breugel ·
Steenbergen ·
Tilburg ·
Valkenswaard ·
Veldhoven ·
Vught ·
Waalre ·
Waalwijk ·
Woensdrecht ·
Zundert